# Astrophiura marionae
Astrophiura marionae is een slangster uit de familie Ophiuridae.
De wetenschappelijke naam van de soort werd in 1951 gepubliceerd door Fred C. Ziesenhenne.